# Pilot Peak (Nevada)
Pilot Peak  je hora v Elko County, na severovýchodě Nevady, v těsné blízkosti hranice s Utahem.
S nadmořskou výškou 3 266 metrů je nejvyšším vrcholem pohoří Pilot Range. S prominencí 1 745 m je čtvrtým nejprominentnějším vrcholem v Nevadě a náleží do první čtyřicítky ultraprominentních vrcholů Spojených států bez Aljašky a Havaje.
Hora leží v jihozápadní části pohoří, 20 kilometrů severovýchodně od silnice Interstate 80.
Je součástí Velké pánve, respektive Oblasti pánví a hřbetů. Název hory souvisí s tím, že prvním osadníkům, kteří hledali cestu přes Velkou pánev do Kalifornie, sloužila hora jako výjimečný orientační bod. Pilot Peak pojmenoval během jedné z expedicí v roce 1845 pravděpodobně John C. Frémont. Jedním z hlavních členů této expedice byl také známý Kit Carson.